# Liste d'espèces de reptiles décrites entre 1986 et 1990
L'apparition d'une nouvelle espèce dans la nomenclature peut se faire de trois manières principales :
- découverte dans la nature d'une espèce totalement différente de ce qui est connu jusqu'alors,
- nouvelle interprétation d'une espèce connue qui s'avère en réalité être composée de plusieurs espèces proches mais bien distinctes. Ce mode d'apparition d'espèce est en augmentation depuis qu'il est possible d'analyser très finement le génome par des méthodes d'étude et de comparaison des ADN, ces méthodes aboutissant par ailleurs à des remaniements de la classification par une meilleure compréhension de la parenté des taxons (phylogénie). Pour ce type de création de nouvelles espèces, deux circonstances sont possibles : soit une sous-espèce déjà définie est élevée au statut d'espèce, auquel cas le nom, l'auteur et la date sont conservés, soit il est nécessaire de donner un nouveau nom à une partie de la population de l'ancienne espèce,
- découverte d'une nouvelle espèce par l'étude plus approfondie des spécimens conservés dans les musées et les collections.

Ces trois circonstances ont en commun d'être soumises au problème du nombre de spécialistes mondiaux compétents capables de reconnaître le caractère nouveau d'un spécimen. C'est une des raisons pour lesquelles le nombre d'espèces nouvelles chaque année, dans une catégorie taxinomique donnée, est à peu près constant. 
Pour bien préciser le nom complet d'une espèce, le (ou les) auteur(s) de la description doivent être indiqués à la suite du nom scientifique, ainsi que l'année de parution dans la publication scientifique. Le nom donné dans la description initiale d'une espèce est appelé le basionyme. Ce nom peut être amené à changer par la suite pour différentes raisons.
Dans la mesure du possible, ce sont les noms actuellement valides qui sont indiqués, ainsi que les découvreurs, les pays d'origine et les publications dans lesquelles les descriptions ont été faites.

## 1986

### Nouvelles espèces vivantes (1986)

#### Lézards
- Pristurus abdelkuri Arnold, 1986

Gekkonidé découvert au Yémen.
- Pristurus guichardi Arnold, 1986

Gekkonidé découvert au Yémen.
- Pristurus insignoides Arnold, 1986

Gekkonidé découvert au Yémen.
- Pristurus ornithocephalus Arnold, 1986

Gekkonidé découvert au Yémen.
- Pristurus saada Arnold, 1986

Gekkonidé découvert au Yémen.

#### Serpents
- Lachesis melanocephala Solorzano & Cedras, 1986
- Vipera darevskii, 1986

Découvert en Arménie et Géorgie.
- Vipera nikolskii Vedmederja, Grubant et Rudajewa, 1986

Vipéridé découvert en Ukraine.

### Espèces fossiles(1986)

#### Dinosaures
- Avaceratops lammersi Dodson, 1986

Cératopsidé découvert dans le Crétacé du Montana.

## 1987

### Espèces fossiles (1987)

#### Crocodiliens
- Baryphracta deponiae (Frey, Laemmert et Riess, 1987

Découvert dans l'Éocène de Messel en Allemagne.
- Mekosuchus inexpectatus Balouet & Buffetaut, 1987

Mékosuchidé découvert en Nouvelle-Calédonie.

#### Dinosaures
- Alwalkeria maleriensis (Chatterjee, 1987)

Découvert en Inde. Décrit initialement (1987) sous le nom de Walkeria maleriensis.
- Aragosaurus ischiatus Sanz et al., 1987

Découvert en Espagne.
- Borogovia gracilicrus Osmolska, 1987

Dinosaure troodontidé découvert dans le Crétacé de Mongolie.
- Xenotarsosaurus bonapartei Martinez, Gimenez, Rodriguez et Buchatey, 1987

Dinosaure abélisauridé découvert dans le Crétacé d'Argentine.

## 1988

### Nouvelles sous-espèces vivantes (1988)

#### Serpents
- Vipera ursinii graeca Nilson et Andrén, 1988

Vipéridé.

### Espèces fossiles (1988)

#### Dinosaures
- Orodromeus makelai Homer et Weishampel, 1988

Hypsilophodontidé.
- Anserimimus planinychus Barsbold, 1988

Ornithomimidé.

#### Serpents
- Pouitella pervetus Rage, 1988

Découvert dans le Cénomanien (Crétacé) d'Anjou (France)

## 1989

### Espèces vivantes décrites en 1989

#### Lézards
- Hemidactylus stejnegeri Ota et Hikida, 1989

Gecko découvert au Vietnam.
- Varanus yemenensis Böhme, Joger et Schatti, 1989

Varan découvert au Yémen.

#### Serpents

##### Typhlopidés
- Typhlops schwartzi Thomas, 1989

Serpent typhlopidé
- Typhlops tetrathyreus Thomas, 1989

Serpent typhlopidé
- Typhlops titanops Thomas, 1989

Serpent typhlopidé

##### Élapidés
- Disteira walli Kharin, 1989
- Micrurus catamayensis Roze, 1989

### Espèces fossiles et subfossiles (1989)

#### Dinosaures
- Asiaceratops salsopaludalis Nessov et Kaznyshkina, 1989

Cératopsidé découvert dans le Crétacé.
- Atlascopcosaurus loadsi Rich et Vickers-Rich, 1989

Hypsilophodontidé découvert en Australie.
- Dakotadon lakotaensis (Weishampel et Bjork, 1989)

## 1990

### Espèces vivantes décrites en 1990

#### Serpents

##### Typhlopidés
- Rhinotyphlops debilis, 1990

Typhlopidé

##### Vipéridés
- Echis hughesi Cherlin, 1990

Vipéridé découvert en Somalie.
- Echis jogeri Cherlin, 1990
- Echis megalocephalus Cherlin, 1990
- Vipera albizona Nilson, Andrén & Flärdh, 1990

Vipéridé découvert en Turquie.
- Vipera pontica Billing, Nilson et Sattler, 1990

Vipéridé découvert en Turquie.

### Espèces fossiles (1990)

#### Dinosaures
- Drinker nisti Bakker et al., 1990

Hypsilophodontidé.
- Richardoestesia gilmorei Currie & al., 1990

Droméosauridé découvert en Alberta (Canada).